# Lago Plescheievo
O lago Plescheievo (em russo:  Плещеево озеро - Plescheievo Ozero) é um dos maiores lagos de água doce da Rússia. Está situado no oblast de Iaroslavl e tornou-se conhecido por ter sido uma área de lazer dos czares russos. Foi aqui que nasceu a Marinha Russa. A cidade de Pereslavl-Zalessky fica situada na parte sudeste de sua margem.

## Características
Tem formato arredondado, com área de 51 km{\displaystyle 2}. Sua origem remonta a cerca de 30 mil anos, pelo derretimento glaciar, com formação geológica de morena.
Com profundidade de cerca de 25 metros no seu meio, durante os invernos fica congelado a partir de novembro, vindo a descongelar-se em abril. Suas margens têm extensão total de 28 km.

## Ecologia e o "arenque doce"
O lago, que faz parte do Parque Nacional Pleshcheievo, é o habitat de um peixe da família do arenque, chamado em russo de ryapushka (arenque-doce, em livre tradução - o Coregonus albula), cujo preparo defumado era o prato preferido na Corte.
O arenque está representado no brasão da cidade de Pereslavl-Zalesky.
A área, atualmente protegida pelo parque nacional, é lugar de campismo, natação e pesca.

## Histórico
Numa de suas margens está um imenso bloco granítico chamado de "Pedra Azul", que foi objeto de adoração pagã, e ainda é local de encontro nos feriados da Igreja Ortodoxa Russa. A pedra pesa em torno de 12 toneladas.
Entre 1688–1693 o futuro czar Pedro, o Grande construiu ali sua famosa "flotilha de brinquedo" (ou seja, uma flotilha de treinamento) para sua diversão, que incluía o barco chamado Pedro. O museu Botik (pequeno bote, em russo) em Pereslavl-Zalessky registra a história desta primeira frota russa, mantendo um dos modelos originais das embarcações antigas. Essa flotilha é considerada como precursora da armada russa.